# George B. Seitz
George Brackett Seitz (Boston, 3 januari 1888 – Hollywood, 8 juli 1944) was een Amerikaanse filmregisseur, scenarioschrijver en acteur gedurende het stommefilmtijdperk. Hij regisseerde 107 films, schreef het scenario voor 31 films en acteerde in 7 films.

## Gedeeltelijke filmografie
- The Exploits of Elaine (1914)
- The Romance of Elaine (1915)
- The Iron Claw (1916)
- The Fatal Ring (1917)
- The House of Hate (1918)
- The Honest Thief (1918)
- Getaway Kate (1918)
- The Lightning Raider (1919)
- Bound and Gagged (1919)
- The Black Secret (1919)
- Pirate Gold (1920)
- Velvet Fingers (1920)
- Rogues and Romance (1920)
- The Sky Ranger (1921)
- Hurricane Hutch (1921)
- Go Get 'Em Hutch (1922)
- Speed (1922)
- Plunder (1923)
- The Way of a Man (1924)
- Leatherstocking (1924)
- The Fortieth Door (1924)
- Into the Net (1924)
- Galloping Hoofs (1924)
- Sunken Silver (1925)
- Wild Horse Mesa (1925)
- The Vanishing American (1925)
- Desert Gold (1926)
- The Last Frontier (1926)
- The Ice Flood (1926)
- Pals in Paradise (1926)
- Jim, the Conqueror (1926)
- The Blood Ship (1927)
- Great Mail Robbery (1927)
- The Isle of Forgotten Women (1927)
- The Tigress (1927)
- The Warning (1927)
- After the Storm (1928)
- Ransom (1928)
- Beware of Blondes (1928)
- Court-Martial (1928)
- The Circus Kid (1928)
- Blockade (1928)
- Hey Rube! (1928)
- Black Magic (1929)
- Murder on the Roof (1930)
- Guilty? (1930)
- Midnight Mystery (1930)
- Danger Lights (1930)
- The Lion and the Lamb (1931)
- The Drums of Jeopardy (1931)
- Arizona (1931)
- Shanghaied Love (1931)
- Night Beat (1931)
- Sally of the Subway (1932)
- Temptation's Workshop (1932)
- Docks of San Francisco (1932)
- Sin's Pay Day (1932)
- Passport to Paradise (1932)
- The Widow in Scarlet (1932)
- Treason (1933)
- The Thrill Hunter (1933)
- The Women in His Life (1933)
- Lazy River (1934)
- The Fighting Ranger (1934)
- Buried Loot (1935)
- Society Doctor (1935)
- Shadow of Doubt (1935)
- Times Square Lady (1935)
- Calm Yourself (1935)
- Woman Wanted (1935)
- Alibi Racket (1935)
- Desert Death (1935)
- Kind Lady (1935)
- Exclusive Story (1936)
- Absolute Quiet (1936)
- The Three Wise Guys (1936)
- The Last of the Mohicans (1936)
- Tarzan Escapes (1936)
- Mad Holiday (1936)
- Under Cover of Night (1937)
- Mama Steps Out (1937)
- A Family Affair (1937)
- The Thirteenth Chair (1937)
- Between Two Women (1937)
- My Dear Miss Aldrich (1937)
- You're Only Young Once (1937)
- Andy Hardy's Dilemma: A Lesson in Mathematics... and Other Things (1938)
- Judge Hardy's Children (1938)
- Yellow Jack (1938)
- Love Finds Andy Hardy (1938)
- Out West with the Hardys (1938)
- The Hardys Ride Again (1939)
- The Hardys Ride High (1939)
- 6,000 Enemies (1939)
- Thunder Afloat (1939)
- Judge Hardy and Son (1939)
- Andy Hardy Meets Debutante (1940)
- Kit Carson (1940)
- Sky Murder (1940)
- Gallant Sons (1940)
- Andy Hardy's Private Secretary (1941)
- Life Begins for Andy Hardy (1941)
- A Yank on the Burma Road (1942)
- The Courtship of Andy Hardy (1942)
- Mister Gardenia Jones (1942)
- Pierre of the Plains (1942)
- Andy Hardy's Double Life (1942)
- Andy Hardy's Blonde Trouble (1944)

- Biblioteca Nacional de España: XX5195050
- Bibliothèque nationale de France: cb146997550 (data)
- International Standard Name Identifier: 0000 0000 6313 5069
- Library of Congress Control Number: n85199136
- Bibliotheek van het Japanse parlement: 00652368
- SNAC: w65t50ph
- Système universitaire de documentation: 237675595
- Virtual International Authority File: 33438858
- WorldCat: E39PBJdCtWkrYBpc3RxV8jHDMP